# Cis corticinus
Cis corticinus es una especie de coleóptero de la familia Ciidae.

## Distribución geográfica
Habita en Guatemala.